# Ivana Pleinerová
Ivana Pleinerová (30. června 1929 Praha, Československo – 25. srpna 2022) byla česká archeoložka.

## Život
V letech 1948–1962 studovala archeologii u profesora Jana Filipa na Filozofické fakultě Univerzity Karlovy v Praze. Studium zakončila získáním titulu PhDr. Od roku 1953 začala pracovat pro Archeologický ústav ČSAV, nejprve na expozituře v Mostě a později v Praze. V roce 1963 získala vědeckou hodnost CSc.
Specializovala se na starší dobu bronzovou, raný středověk – stěhování národů a starší slovanské období. Její hlavní specializací však byla  experimentální archeologie. Od roku 1954 zkoumala polykulturní sídliště v Březně u Loun (neolit – časně slovanské období) a zdejší pohřebiště únětické kultury. V roce 1965 uskutečnila ve spolupráci s polskými kolegy ve Březně pokusy s výrobou železa v pecích germánského a slovanského typu. V roce 1981 začala pod jejím vedením ve Březně stavba pravěkých obydlí za použití techniky, která byla v pravěku k dispozici. Postupně byl po ukončení výzkumu výzkumu u Března postaven archeoskanzen s neolitickým domem, germánskou a slovanskou stavbou, slovanskou hrnčířskou pecí a dvěma obilnicemi. Akce byla ukončena v roce 1993.
V letech 1994–2005 byla zaměstnaná ve Středočeském muzeu v Roztokách u Prahy. V 90. letech 20. století se podílela na budování archeoparku v Praze 8 – Na Farkách. Roku 1994 se stala předsedkyní občanského sdružení Rekonstrukce archeologických objektů.
Jejím manželem byl archeolog specializující se na pravěkou výrobu železa Radomír Pleiner.

## Výběr z publikací
- Březno: osada z mladší doby kamenné v severozápadních Čechách. Ústí n. L. 1979 (s Ivanem Pavlů).
- Březno. Vesnice prvních Slovanů v severozápadních Čechách. Praha 1975.
- Únětické sídliště a pohřebiště v Březně u Loun. AR (Archeologické rozhledy) 7, 1955, 294–308.
- Otázka skupinových pohřebišť v únětické kultuře. AR 11, 1959, 379–408.
- K otázce stravy ve staroslovanském období. AR 39, 1987, 90–101, 117–119.
- Výzkumy a práce archeologů na Lounsku, Almanach Okresní knihovny Louny 1982, s. 15–21.
- Březno, osada lidu knovízské kultury v severozápadních Čechách. Ústí n. L. 1988 (s Jiřím Hralou).
- Dva eneolitické dlouhé domy z Března. PA 81, 1990, 255–274.
- Die altslawischen Dörfer von Březno bei Louny. Praha – Louny 2000.
- Hostivice: Animal and human skeletons from an Early Eneolithic settlement. PA 93, 2002, 5–28.
- Březno und germanische Siedlungen der jüngeren Völkerwanderungszeit in Böhmen. Praha 2007.
- Die altslavischen Dörfer von Březno bei Louny, Louny 2000.
- Archeologický výzkum v Březně u Loun, Louny 1965.
- Neobvyklé prvky ve středohradištní keramice z Března u Loun, AR 51, 1999, s. 649–652.
- Život ve staroslovenské vesnici z pohledu archeologických experimentů v Březně u Loun, Louny 1985.